# Чаплин, Том
То́мас О́ливер Ча́плин (англ. Thomas Oliver Chaplin, родился 8 марта 1979, Баттл) — вокалист британской пиано-рок-группы Keane.
В 2016 начал сольную карьеру. Его дебютный альбом The Wave вышел 14 октября 2016 года.

## Жизнь и карьера
Родители: Дэвид Чаплин и Салли Тэйлор. Том был рожден с разницей приблизительно в месяц с братом будущего члена группы Тима Райс-Оксли, который был также назван Томом. Их матери подружились, и Том завязал дружбу с обоими братьями, которая длится и по сей день.
Его отец был директором Vinehall School в Робертсбридже, где и учились оба друга — Тим и Том. Затем, вместе с Райс-Оксли Чаплин посещал Tonbridge School. Учась там, они встретили Ричарда Хьюза, позднее ставшего членом их группы, и Доминика Скотта, который был первоначальным членом команды, но покинул группу в 2001 году. В течение этого времени в Vinehall Чаплин участвовал в нескольких школьных представлениях и был участником школьной хоровой группы. В Tonbridge School он провел 5 лет в церковном хоре, где его постоянно выбирали для пения трудноисполняемых сольных партий.
В 1995 году Том,Тим и Ричард создали свою первую группу «The Lotus Eaters» («Прожигатели жизни»). Это была группа, игравшая каверы песен U2, Oasis и The Beatles в пабах Сассекса.
В 2010 году принимал участие в благотворительном концерте Фонда Принца Уэльского, который проходил в Royal Albert Hall. С Queen он исполнил песню It’s a Hard Life и часть We will rock you.

## Keane
Чаплин был приглашен в группу Тимом Райс-Оксли, после того как Тим наконец убедил двух других участников группы Ричарда Хьюза и Доминика Скотта. Это произошло в 1997 году. "The Lotus Eaters" были переименованы в «Cherry Keane», так звали подругу матери Чаплина. Позже слово «Cherry» было убрано из названия группы. Имя было использовано как олицетворение вечной дружбы, поскольку все члены группы хорошо знали Черри Кин.
В июле 1997 года Чаплин уехал в Южную Африку для «годового пропуска» (gap year), во время которого остальные члены группы готовились к концертам . Когда Ричард зашёл за Томом год спустя, 3 июля 1998 года, его первые слова были: «У нас концерт через 10 дней». 13 июля 1998 года произошло первое выступление группы в пабе «Hope & Anchor». Затем Чаплин занялся учёбой для получения степени по истории искусства в Университете Эдинбурга, перед тем как оставил его для того, чтобы продолжить свою музыкальную карьеру в Лондоне.
Во время пребывания в Лондоне Том жил вместе с Тимом в Stoke Newington, где они пытались заработать денег на время занятий репетициями. Том работал в издательстве грузчиком.
Вместе с Домиником Скоттом, который был в команде ведущим гитаристом, Чаплин играл на акустической гитаре. После того, как Скотт покинул группу в 2001 году, Том стал вокалистом, играл на органе, исполняя Hamburg Song во время некоторых концертов, так же, как и на дисторшированных клавишных в новых песнях с их второго альбома. Он также принимал участие в благотворительной записи сингла Band Aid 20 с кавером песни «Do They Know It’s Christmas?» в ноябре 2004 года, исполняя соло строку песни «feed the world», так как ещё не было сделано в предыдущих версиях кавера артистами, исполнявшими эту песню.
Том Чаплин был спародирован на ирландском музыкальном мультипликационном сайте Eyebrowy.com, в пародии «The Block Out of Keane».
В 2016, в сентябре, вышла новая песня Tear Up This Town, в качестве саундтрека к фильму Голос Монстра.

## Сольная карьера

### 2016-17: The Wave
Название альбома The Wave было объявлено через Twitter и Facebook 10 августа 2016 года. В тот же день, была выпущена песня Hardened Heart с музыкальным видео на неё. 26 августа 2016 года была выпущена песня «Quicksand» в качестве первого сингла с альбома. 6 сентября 2016 года Чаплин объявил, что в октябре 2016 года он сыграет восемь сольных концертов по всей Великобритании. Это были его первые сольные концерты в течение четырех лет. The Wave был выпущен 14 октября 2016 года с лейблом Island Records. Из альбома было выпущено всего четыре сингла: «Quicksand», «Still Waiting», «Solid Gold» (одним из которых является совместная работа с JONES, а не сольная версия, которая появляется на альбоме) и «See It So Clear». Выпуск The Wave сопровождался объявлением тура «Carried By The Wave Tour», более длинным набором дат, который проходил в период с января по сентябрь 2017 года. Тур состоял из четырех этапов: сначала в Соединенных Штатах и Канаде, затем по всей Европе, третий этап в Великобритании в мае 2017 года и последний этап в Латинской Америке.
Альбом называется «The Wave» и вышел официально 14 октября 2016 года. Первый сольный тур был с 23 октября по 31 октября 2016 года в Англии. Первым синглом с альбома стала песня «Quicksand».

### 2017: Twelve Tales of Christmas
13 октября 2017 года Чаплин объявил, что он записал свой первый сольный рождественский альбом под названием «Twelve Tales of Christmas», который будет выпущен 17 ноября 2017 года. Одновременно вышел первый сингл с альбома под названием «Under Million Lights». Альбом будет состоять из 8 оригинальных треков и 4 кавер-версий: «Walking in the Air» (написанная Говардом Блейком), «2000 Miles» (первоначально The Pretenders), «River» (Джони Митчелл) и «Stay Another Day»(East 17). Было также объявлено, что Чаплин даст 3 концерта в поддержку альбома; в Дворцовом театре в Манчестере 10 декабря 2017 года, на Форуме в Бате 11 декабря и в Королевском зале фестиваля в Лондоне 12 декабря.

## Туры
- Carried By The Wave Tour (2017)
- Twelve Tales of Christmas Tour (2017)

## Реабилитация
22 августа 2006 года Чаплин официально объявил, что будет проходить курс лечения от алкогольной и наркотической зависимости. Он и его коллеги по группе отменили свой Северно-Американский тур из-за реабилитации Тома, после того как он без предупреждения ушёл из своего номера отеля в Японии, приняв решение в одиночку уехать обратно в Великобританию.
Том вышел из Priory Clinic в Лондоне 6 октября, курс его лечения после выхода из клиники был продолжен.

## Личная жизнь
Чаплин обручился с Натали Дайв в июне 2011 года. У них есть дочь, родившаяся 20 марта 2014 года. Проживает в Виттершаме, графство Кент.

## Дискография

### Сольная карьера
- The Wave (2016)
- Twelve Tales of Christmas (2017)

### С группой Keane
- Hopes and Fears (2004)
- Under the Iron Sea (2006)
- Perfect Symmetry (2008)
- Night Train EP (2010)
- Strangeland (2012)
- Cause and Effect (2019)

## Инструментальное оборудование
Чаплин использует орган Hammond MK2 для песен «Hamburg Song» и «Nothing In My Way». С мая 2007 года в песнях «A Bad Dream», «The Frog Prince» и «Crystal Ball» используются клавишные Yamaha CP60M для дисторшированного звучания.
Он также играет на акустической гитаре в таких песнях, как «Your Eyes Open» c начала тура по Великобритании в 2006 году, и с 2007 года исполняет соло в акустической обработке в песнях «Broken Toy» и «The Frog Prince». Том играет на гитаре и в третьем альбоме Keane «Perfect Symmetry». Во многих живых выступлениях с исполнением песен из этого альбома, Том, похоже, играет на двух разных гитарах Fender Telecaster: красной и белой.
В интервью на сайте Keane Backline член группы Тим Райс-Оксли утверждает, что Чаплин был заинтересован в том, чтобы научиться играть на терменвоксе, но «у него не хватило бы терпения на то, чтобы изучить, как это делается», а также говорит о том, что терменвокс может быть единственным способом воспроизведения музыкального звука, используемым в некоторых песнях альбома Perfect Symmetry.